# Ordynacja Chrostkowska Lewickich
Ordynacja Chorostkowska – ordynacja rodowa, założona testamentem przez Kajetana Lewickiego i zatwierdzona przez rząd Cesarstwa Austriackiego w 1856.
Utworzona została z dóbr Chorostków koło Husiatyna. Była o tyle nietypowa z polskich ordynacji rodowych, że wyraźnie przewidywała dziedziczenie ordynacji przez kobiety (założyciel miał tylko jedną córkę) a jednym obowiązkiem ordynata było utrzymywanie hodowli koni angielskich, z których zresztą orydnacja słynęła. Córka założyciela Zofia (1837-1857) wyszła za mąż za swojego kuzyna Wilhelma Stanisława Siemieńskiego (1827-1901), który po 1869 uzyskał zezwolenie na używanie nazwiska Siemieński-Lewicki.
Ordynacja istniała do 1939 roku.

## Ordynaci
- Kajetan Lewicki (zm. 1869), założyciel i I ordynat
- Wilhelm Siemieński-Lewicki (1827-1901), II ordynat, zięć i szwagier poprzedniego
- Stanisław Siemieński-Lewicki (1864-1918), III ordynat, syn poprzedniego
- Stanisław Jan Siemieński-Lewicki (1892-1971), IV ordynat, syn poprzedniego.